# Olympische Sommerspiele 2008/Volleyball (Halle)
Bei den Olympischen Sommerspielen 2008 in Peking wurden Turniere im Hallen-Volleyball für Frauen und Männer ausgetragen. Das Turnier der Frauen gewann Brasilien mit einem 3:1 im Endspiel gegen die USA. Bei den Männern besiegte hingegen die Mannschaft der USA den Titelverteidiger Brasilien mit 3:1.

## Qualifikation
Jeweils zwölf Mannschaften qualifizierten sich bei den Frauen und Männern für das olympische Turnier. Die Volksrepublik China war als Gastgeber gesetzt. Die besten drei Mannschaften beim World Cup 2007 qualifizierten sich ebenfalls.
Im Januar und Februar 2008 fanden in Afrika, Europa sowie Nord- und Südamerika kontinentale Vorausscheidungen statt, deren Sieger in Peking dabei waren.
Männer
- Beim afrikanischen Turnier in Durban spielten zehn Mannschaften. Ägypten gewann das Finale gegen Algerien.
- Das europäische Turnier in Izmir wurde mit acht Teams ausgetragen. Serbien besiegte im Finale den neuen Europameister Spanien. Die deutsche Mannschaft belegte den fünften Platz.
- Beim Turnier der NORCECA in Caguas mit acht Teilnehmern setzten sich die USA gegen den Gastgeber Puerto Rico durch.
- Das südamerikanische Turnier in Formosa gewann Venezuela vor Gastgeber Argentinien.

Frauen
- Beim afrikanischen Turnier in Algier mit fünf Mannschaften nutzten die Gastgeber aus Algerien ihren Heimvorteil.
- Das europäische Turnier fand im Gerry-Weber-Stadion in Halle statt. Die deutsche Mannschaft scheiterte im Halbfinale gegen Russland, das sich im Endspiel gegen Polen durchsetzte.
- Beim Turnier der NORCECA in Monterrey setzte sich Kuba vor Kanada durch.
- Das südamerikanische Turnier in Lima gewann Venezuela vor Gastgeber Peru.

Die letzten Plätze wurden bei Turnieren im Mai/Juni 2008 vergeben.
Männer
- Das Turnier in Düsseldorf gewann Deutschland am 23.–25. Mai mit drei Siegen gegen Taiwan, Kuba und Spanien. Dadurch sicherte sich das Team des DVV zum ersten Mal seit 1972 in München wieder die Teilnahme am olympischen Turnier.
- In Espinho setzte sich Polen am 30. Mai bis 1. Juni gegen den Gastgeber Portugal sowie Puerto Rico und Indonesien durch.
- In Tokio blieb Italien vom 31. Mai bis 8. Juni gegen Japan, Australien, Südkorea, Iran, Thailand, Algerien und Argentinien ungeschlagen und schaffte die Qualifikation. Da dieses Turnier gleichzeitig als asiatische Vorausscheidung galt, qualifizierte sich auch Japan als beste asiatische Mannschaft.

Frauen
Beim Turnier in Tokio vom 17. bis 25. Mai belegten Polen, Serbien und Japan die ersten drei Plätze. Da dieses Turnier gleichzeitig als asiatische Qualifikation galt, qualifizierte sich auch Kasachstan als beste asiatische Mannschaften (neben Japan).
| Qualifizierte Mannschaften | Qualifizierte Mannschaften | Qualifizierte Mannschaften | Qualifizierte Mannschaften |
| Männer                     | Männer                     | Frauen                     | Frauen                     |
| -------------------------- | -------------------------- | -------------------------- | -------------------------- |
| Gastgeber                  | Volksrepublik China        | Gastgeber                  | Volksrepublik China        |
| Sieger beim World Cup      | Brasilien                  | Sieger beim World Cup      | Italien                    |
| Platz 2 beim World Cup     | Russland                   | Platz 2 beim World Cup     | Brasilien                  |
| Platz 3 beim World Cup     | Bulgarien                  | Platz 3 beim World Cup     | USA                        |
| Afrika                     | Ägypten                    | Afrika                     | Algerien                   |
| Asien                      | Japan                      | Asien                      | Kasachstan                 |
| Europa                     | Serbien                    | Europa                     | Russland                   |
| Nordamerika                | USA                        | Nordamerika                | Kuba                       |
| Südamerika                 | Venezuela                  | Südamerika                 | Venezuela                  |
| Turnier Düsseldorf         | Deutschland                | Turnier Tokio              | Polen                      |
| Turnier Espinho            | Polen                      | Turnier Tokio              | Serbien                    |
| Turnier Tokio              | Italien                    | Turnier Tokio              | Japan                      |

## Modus
Der Modus war bei Frauen und Männern gleich.
Die zwölf qualifizierten Mannschaften wurden in zwei Gruppen mit jeweils sechs Teilnehmern eingeteilt. Die Vorrunde wurde nach dem Modus „jeder gegen jeden“ ausgetragen. Bei Punktgleichheit entschied der Ballpunktquotient über die Platzierung. Die besten vier Teams jeder Gruppe erreichten das Viertelfinale. Anschließend ging es im einfachen K.-o.-System weiter bis zum Finale.
Die Spiele wurden vom 9. bis 24. August in Peking ausgetragen. Die Einteilung der Vorrunden-Gruppen fand am 11. Juni statt. Die Spielstätten waren das 18.000 Zuschauer fassende Hauptstadt-Hallenstadion (Capital Indoor Stadium) und die Sporthalle der Technischen Universität Peking (Beijing Institute of Technology) mit 5000 Plätzen. Die im freien Verkauf erhältlichen Eintrittskarten waren seit Anfang Mai ausverkauft. Jede Mannschaft nominierte einen Kader von zwölf Spielern.

## Spielplan Männer

### Vorrunde
Der aktuelle Weltliga-Sieger USA musste in seinem ersten Spiel der Gruppe A gegen die erstmals qualifizierten Venezolaner nach einer 2:0-Satzführung den Ausgleich hinnehmen, konnte aber im Tiebreak noch gewinnen. Die anderen beiden Favoriten in dieser Gruppe, Italien und Bulgarien, waren gegen die asiatischen Vertreter ebenfalls erfolgreich. Venezuela zwang anschließend auch die Chinesen in den Tiebreak und verlor mit 14:16. Die US-Amerikaner gaben gegen Italien nur den ersten Satz mit 24:26 ab und setzten sich ebenso mit 3:1 durch wie Bulgarien gegen Japan. Am dritten Spieltag gab es für die Bulgarien trotz eines 29:27 im ersten Satz gegen das weiterhin ungeschlagene US-Team die erste Niederlage, während die Italiener mit Venezuela keine Probleme hatten und die China Japan in fünf Sätzen bezwang. Zwei Tage später endeten alle drei Spiele, darunter das Duell zwischen Italien und Bulgarien, mit 3:0. Die USA blieben auch am letzten Spieltag der Vorrunde ungeschlagen und sicherten sich den Gruppensieg vor den Italienern, die China nach 2:0-Führung im Tiebreak besiegten. Bulgarien und der Gastgeber erreichten ebenfalls das Viertelfinale.
In Gruppe B kam es nach den Siegen der Russen und der Brasilianer zum ersten olympischen Auftritt der deutschen Mannschaft seit 36 Jahren. Obwohl die DVV-Auswahl beim 31:33 im zweiten Satz mehrere Satzbälle hatte, verlor sie mit 0:3. Zwei Tage später erreichten die Deutschen gegen Russland den Tiebreak, wo sie einen Matchball vergaben und 14:16 verloren. Titelverteidiger Brasilien gab gegen Serbien nur den ersten Satz ab (25:27). Am dritten Spieltag gelang Deutschland gegen Außenseiter Ägypten mit 29:27 und zweimal 25:21 der erste Sieg. Während die Serben nach einem 29:31 im ersten Satz gegen Polen ihre dritte Niederlage kassierten, unterlag Brasilien im Spitzenspiel gegen Russland. Zwei Tage später vergab die deutsche Mannschaft gegen die bislang sieglosen Serben mit einem 1:3 die Chance auf eine vorzeitige Qualifikation für das Viertelfinale. Nach der abschließenden Niederlage gegen Brasilien im letzten Spiel unter der Leitung von Stelian Mosculescu war das Turnier nach der Vorrunde beendet. Da die Polen die Russen mit 3:2 besiegten, musste der Ballpunktquotient über die Reihenfolge auf den ersten drei Plätzen entscheiden. Serbien komplettierte das Viertelfinale.
| Gruppe A |                     |       |       |        |
| Platz    | Team                | BPQ   | Sätze | Punkte |
| 1.       | USA                 | 1,240 | 15:4  | 10     |
| 2.       | Italien             | 1,095 | 13:6  | 9      |
| 3.       | Bulgarien           | 1,014 | 10:9  | 8      |
| 4.       | Volksrepublik China | 0,904 | 9:13  | 7      |
| 5.       | Venezuela           | 0,933 | 8:12  | 6      |
| 6.       | Japan               | 0,875 | 4:15  | 5      |

| Gruppe B |             |       |       |        |
| Platz    | Team        | BPQ   | Sätze | Punkte |
| 1.       | Brasilien   | 1,145 | 13:4  | 9      |
| 2.       | Russland    | 1,110 | 14:7  | 9      |
| 3.       | Polen       | 1,074 | 12:6  | 9      |
| 4.       | Serbien     | 1,002 | 9:10  | 7      |
| 5.       | Deutschland | 0,950 | 6:12  | 6      |
| 6.       | Ägypten     | 0,704 | 0:15  | 5      |

| 10. August | Italien   | Japan     | 3:1 |
|            | USA       | Venezuela | 3:2 |
|            | Bulgarien | China     | 3:1 |
| 12. August | USA       | Italien   | 3:1 |
|            | Venezuela | China     | 2:3 |
|            | Japan     | Bulgarien | 1:3 |
| 14. August | Italien   | Venezuela | 3:0 |
|            | China     | Japan     | 3:2 |
|            | Bulgarien | USA       | 1:3 |
| 16. August | USA       | China     | 3:0 |
|            | Italien   | Bulgarien | 3:0 |
|            | Venezuela | Japan     | 3:0 |
| 18. August | Bulgarien | Venezuela | 3:1 |
|            | China     | Italien   | 2:3 |
|            | Japan     | USA       | 0:3 |

| 10. August | Serbien     | Russland    | 1:3 |
|            | Brasilien   | Ägypten     | 3:0 |
|            | Polen       | Deutschland | 3:0 |
| 12. August | Russland    | Deutschland | 3:2 |
|            | Ägypten     | Polen       | 0:3 |
|            | Serbien     | Brasilien   | 1:3 |
| 14. August | Deutschland | Ägypten     | 3:0 |
|            | Brasilien   | Russland    | 1:3 |
|            | Polen       | Serbien     | 3:1 |
| 16. August | Russland    | Ägypten     | 3:0 |
|            | Serbien     | Deutschland | 3:1 |
|            | Brasilien   | Polen       | 3:0 |
| 18. August | Deutschland | Brasilien   | 0:3 |
|            | Polen       | Russland    | 3:2 |
|            | Ägypten     | Serbien     | 0:3 |

### Finalrunde
Im Viertelfinale am 20. August hatte Brasilien keine Probleme mit Gastgeber China. Russland schaffte nach einem verlorenen Satz gegen Bulgarien die Wende. Wesentlich knapper fiel die Entscheidung im Duell zwischen dem souveränen Sieger der Gruppe A und dem Viertplatzierten der Gruppe B. Nach zweimaligem Rückstand setzten sich die USA im Tiebreak gegen Serbien durch. Noch länger dauerte die Begegnung zwischen Italien und Polen. Die Italiener verloren nach einer 2:0-Satzführung den vierten Durchgang mit 26:28 und gewann den Tiebreak mit 17:15. Die Russen schafften im Halbfinale am 22. August nach zwei verlorenen Sätzen gegen die USA ebenfalls den Ausgleich, mussten sich aber dann mit 13:15 geschlagen geben. Brasilien zog nach anfänglichen Schwierigkeiten mit einem 3:1 gegen Italien ins Endspiel ein. Russland gewann mit einem 3:0 gegen Italien wie vor vier Jahren die Bronzemedaille. Im Finale am 24. August verschaffte sich Brasilien gegen die USA mit dem Gewinn des ersten Satzes einen Vorteil, aber dann konnten die US-Amerikaner das Spiel noch drehen und erstmals seit 1988 die Goldmedaille gewinnen.
|  | Viertelfinale       | Viertelfinale |         |           | Halbfinale       | Halbfinale |  |  | Finale | Finale |
|  |                     |               |         |           |                  |            |  |  |        |        |
|  |                     |               |         |           |                  |            |  |  |        |        |
|  | USA                 | 3             |         |           |                  |            |  |  |        |        |
|  | USA                 | 3             |         |           |                  |            |  |  |        |        |
|  | Serbien             | 2             |         |           |                  |            |  |  |        |        |
|  | Serbien             | 2             | USA     | 3         |                  |            |  |  |        |        |
|  |                     |               | USA     | 3         |                  |            |  |  |        |        |
|  |                     | Russland      | 2       |           |                  |            |  |  |        |        |
|  | Bulgarien           | Russland      | 2       | 1         |                  |            |  |  |        |        |
|  | Bulgarien           |               |         | 1         |                  |            |  |  |        |        |
|  | Russland            | 3             |         |           |                  |            |  |  |        |        |
|  |                     |               | USA     | 3         |                  |            |  |  |        |        |
|  |                     |               |         | Brasilien | 1                |            |  |  |        |        |
|  | Italien             | 3             |         |           |                  |            |  |  |        |        |
|  | Polen               | 2             |         |           |                  |            |  |  |        |        |
|  | Polen               | 2             | Italien | 1         |                  |            |  |  |        |        |
|  |                     |               | Italien | 1         | Spiel um Platz 3 |            |  |  |        |        |
|  |                     | Brasilien     | 3       |           |                  |            |  |  |        |        |
|  | Volksrepublik China | Brasilien     | 3       | 0         | Russland         | 3          |  |  |        |        |
|  | Volksrepublik China |               |         | 0         | Russland         | 3          |  |  |        |        |
|  | Brasilien           | 3             |         | Italien   | 0                |            |  |  |        |        |
|  | Brasilien           | 3             |         |           | 0                |            |  |  |        |        |
|  |                     |               |         |           |                  |            |  |  |        |        |

## Spielplan Frauen

### Vorrunde
Im ersten Spiel der Gruppe A konnte Polen gegen Kuba nur den ersten Satz gewinnen. China gewann deutlich gegen Venezuela und die USA gaben gegen Japan nur den zweiten Satz ab. Zwei Tage später mussten die Amerikanerinnen sich jedoch Kuba geschlagen geben, während die Polinnen ihre zweite Niederlage kassierten. Am dritten Spieltag bezwang Kuba die Gastgeberinnen nach zwei deutlich verlorenen Sätzen. Der vierte Durchgang endete 32:30 und im Tiebreak gab es ein 15:13. Die polnische Mannschaft konnte zwar gegen Japan einen 0:2-Satzrückstand ausgleichen, blieb aber weiterhin sieglos. Anschließend verloren die Chinesinnen auch gegen die USA in fünf Sätzen, während Polen und Kuba jeweils 3:0 gewannen. Am letzten Spieltag verpasste Polen trotz zweimaliger Führung gegen die USA den Einzug ins Viertelfinale, für das sich neben den Amerikanerinnen und dem ungeschlagenen Gruppensieger Kuba die beiden asiatischen Mannschaften qualifizierten.
Der erste Spieltag der Gruppe B begann mit einer Niederlage des amtierenden Weltmeisters Russland gegen Italien. Während Serbien mit den Außenseitern Kasachstan und Algerien keine Probleme hatte und die Italienerinnen ihr zweites Spiel gewannen, waren die Russinnen auch gegen Brasilien chancenlos. Danach schafften die drei Favoriten jeweils zwei 3:0-Siege. Am letzten Spieltag bestätigte Brasilien mit einem klaren Erfolg gegen Italien seinen souveränen Gruppensieg. Serbien erreichte trotz des abschließenden 0:3 gegen Russland ebenfalls die nächste Runde.
| Gruppe A |                     |       |       |        |
| Platz    | Team                | BPQ   | Sätze | Punkte |
| 1.       | Kuba                | 1,148 | 15:3  | 10     |
| 2.       | USA                 | 1,041 | 12:9  | 9      |
| 3.       | Volksrepublik China | 1,182 | 13:7  | 8      |
| 4.       | Japan               | 0,979 | 7:11  | 7      |
| 5.       | Polen               | 0,991 | 9:12  | 6      |
| 6.       | Venezuela           | 0,663 | 1:15  | 5      |

| Gruppe B |            |       |       |        |
| Platz    | Team       | BPQ   | Sätze | Punkte |
| 1.       | Brasilien  | 1,668 | 15:0  | 10     |
| 2.       | Italien    | 1,181 | 12:4  | 9      |
| 3.       | Russland   | 1,131 | 10:6  | 8      |
| 4.       | Serbien    | 0,983 | 6:10  | 7      |
| 5.       | Kasachstan | 0,800 | 4:13  | 6      |
| 6.       | Algerien   | 0,587 | 1:15  | 5      |

| 9. August  | Polen     | Kuba      | 1:3 |
|            | Venezuela | China     | 0:3 |
|            | Japan     | USA       | 1:3 |
| 11. August | USA       | Kuba      | 0:3 |
|            | China     | Polen     | 3:1 |
|            | Japan     | Venezuela | 3:0 |
| 13. August | Venezuela | USA       | 1:3 |
|            | Kuba      | China     | 3:2 |
|            | Polen     | Japan     | 2:3 |
| 15. August | Venezuela | Polen     | 0:3 |
|            | USA       | China     | 3:2 |
|            | Japan     | Kuba      | 0:3 |
| 17. August | Kuba      | Venezuela | 3:0 |
|            | Polen     | USA       | 2:3 |
|            | China     | Japan     | 3:0 |

| 9. August  | Italien    | Russland   | 3:1 |
|            | Serbien    | Kasachstan | 3:1 |
|            | Algerien   | Brasilien  | 0:3 |
| 11. August | Algerien   | Serbien    | 0:3 |
|            | Kasachstan | Italien    | 0:3 |
|            | Brasilien  | Russland   | 3:0 |
| 13. August | Italien    | Algerien   | 3:0 |
|            | Russland   | Kasachstan | 3:0 |
|            | Serbien    | Brasilien  | 0:3 |
| 15. August | Algerien   | Russland   | 0:3 |
|            | Brasilien  | Kasachstan | 3:0 |
|            | Serbien    | Italien    | 0:3 |
| 17. August | Kasachstan | Algerien   | 3:1 |
|            | Italien    | Brasilien  | 0:3 |
|            | Russland   | Serbien    | 3:0 |

### Finalrunde
Im Viertelfinale am 19. August setzte sich Brasilien ohne Probleme gegen Japan durch. Russland scheiterte mit dem gleichen Ergebnis am Gastgeber. Kuba musste gegen Serbien zweimal in die Verlängerung gehen (jeweils 26:24), brauchte aber letztlich ebenfalls nur drei Sätze. Die USA bezwangen Italien nach zweimaligem Rückstand mit 15:6 im Tiebreak. Im Halbfinale am 21. August fiel der Sieg für die Amerikanerinnen gegen Kuba deutlicher aus. Die Brasilianerinnen zogen nach einem 27:25 im ersten Satz gegen China ebenfalls mit 3:0 ins Endspiel ein. Die Gastgeberinnen, die vor vier Jahren Olympiasieger geworden waren, gewannen mit einem 3:1 gegen Kuba, diesmal die Bronzemedaille. Die brasilianischen Frauen gaben im Finale gegen die USA am 23. August nach einem 25:15 im ersten Satz den zweiten Durchgang ab, siegten aber nach einem 25:13 im dritten Satz deutlich mit 3:1 und holten die Goldmedaille.
|  | Viertelfinale       | Viertelfinale |                     |                     | Halbfinale       | Halbfinale |  |  | Finale | Finale |
|  |                     |               |                     |                     |                  |            |  |  |        |        |
|  |                     |               |                     |                     |                  |            |  |  |        |        |
|  | Kuba                | 3             |                     |                     |                  |            |  |  |        |        |
|  | Kuba                | 3             |                     |                     |                  |            |  |  |        |        |
|  | Serbien             | 0             |                     |                     |                  |            |  |  |        |        |
|  | Serbien             | 0             | Kuba                | 0                   |                  |            |  |  |        |        |
|  |                     |               | Kuba                | 0                   |                  |            |  |  |        |        |
|  |                     | USA           | 3                   |                     |                  |            |  |  |        |        |
|  | USA                 | USA           | 3                   | 3                   |                  |            |  |  |        |        |
|  | USA                 |               |                     | 3                   |                  |            |  |  |        |        |
|  | Italien             | 2             |                     |                     |                  |            |  |  |        |        |
|  |                     |               | USA                 | 1                   |                  |            |  |  |        |        |
|  |                     |               |                     | Brasilien           | 3                |            |  |  |        |        |
|  | Volksrepublik China | 3             |                     |                     |                  |            |  |  |        |        |
|  | Russland            | 0             |                     |                     |                  |            |  |  |        |        |
|  | Russland            | 0             | Volksrepublik China | 0                   |                  |            |  |  |        |        |
|  |                     |               | Volksrepublik China | 0                   | Spiel um Platz 3 |            |  |  |        |        |
|  |                     | Brasilien     | 3                   |                     |                  |            |  |  |        |        |
|  | Japan               | Brasilien     | 3                   | 0                   | Kuba             | 1          |  |  |        |        |
|  | Japan               |               |                     | 0                   | Kuba             | 1          |  |  |        |        |
|  | Brasilien           | 3             |                     | Volksrepublik China | 3                |            |  |  |        |        |
|  | Brasilien           | 3             |                     |                     | 3                |            |  |  |        |        |
|  |                     |               |                     |                     |                  |            |  |  |        |        |

## Medaillengewinner

### Männer
| Platz | Land        | Spieler |
| ----- | ----------- | --- |
| 1     | USA         | Lloy Ball, Gabe Gardner, Kevin Hansen, Tom Hoff, Richard Lambourne, David Lee, Ryan Millar, Reid Priddy, Sean Rooney, Riley Salmon, Clayton Stanley, Scott Touzinsky Trainer: Hugh McCutcheon                                                  |
| 2     | Brasilien   | Bruno Rezende, Marcelo Elgarten, André Heller, Samuel Fuchs, Gilberto Godoy Filho, Murilo Endres, André Nascimento, Sérgio Dutra Santos, Anderson Rodrigues, Gustavo Endres, Rodrigo Santana, Dante Guimarães Amaral Trainer: Bernardo Rezende |
| 3     | Russland    | Juri Bereschko, Wadim Chamutzkich, Sergei Grankin, Alexander Kornejew, Alexander Kossarew, Alexei Kuleschow, Maxim Michailow, Alexei Ostapenko, Semjon Poltawski, Sergei Tetjuchin, Alexei Werbow, Alexander Wolkow Trainer: Wladimir Alekno   |
| 9     | Deutschland | Ralph Bergmann, Christian Pampel, Stefan Hübner, Björn Andrae, Marcus Böhme, Robert Kromm, Frank Dehne, Mark Siebeck, Jochen Schöps, Thomas Kröger, Simon Tischer, Marcus Popp Trainer: Stelian Moculescu                                      |

### Frauen
| Platz | Land                | Spielerinnen |
| ----- | ------------------- | --- |
| 1     | Brasilien           | Paula Pequeno, Fabiana Claudino, Sheilla Castro, Walewska Oliveira, Marianne Steinbrecher, Thaísa Menezes, Hélia Souza, Carolina Albuquerque, Jaqueline Carvalho, Wélissa Gonzaga, Fabiana Oliveira, Valeska Menezes Trainer: Zé Roberto |
| 2     | USA                 | Robyn Ah Mow-Santos, Lindsey Berg, Heather Bown, Nicole Davis, Kim Glass, Tayyiba Haneef-Park, Jennifer Joines, Ogonna Nnamani, Danielle Scott-Arruda, Stacy Sykora, Logan Tom, Kim Willoughby Trainerin: Lang Ping                      |
| 3     | Volksrepublik China | Feng Kun, Li Juan, Liu Yanan, Ma Yunwen, Wang Yimei, Wei Qiuyue, Xu Yunli, Xue Ming, Yang Hao, Zhang Na, Zhao Ruirui, Zhou Suhong Trainer: Chen Zhonghe                                                                                  |